# 太陽に歌って
「太陽に歌って」（たいようにうたって、原題： We'll Sing in the Sunshine）は、ニュージーランド出身のカナダ人歌手、ゲール・ガーネットが作詞作曲し、1964年に発表した楽曲。
ガーネットは1963年にRCAレコードに所属し、その翌年1964年7月に本作品をシングル曲として発表した。そして同年10月17日から10月31日にかけてビルボード・Hot 100で3週連続4位を記録した。ビルボードのアダルト・コンテンポラリー・チャートにおいては7週連続で1位を記録し、ゴールドディスクに輝いた。グラミー賞のベスト・フォーク・レコーディング賞も受賞した。

## 主なカバー・バージョン
大ヒットしたことにより多くのカバー・バージョンを生んだ。主なアーティストは以下のとおり。
- ディーン・マーティン（1964年）
- トリニ・ロペス（1964年）
- アルマ・コーガン（1965年、ドイツ語）
- フリートウッズ（1965年）
- ソニー&シェール（1967年）
- The Marketts（1967年）
- ワンダ・ジャクソン（1969年）
- ディック・アンド・ディー・ディー（1969年）
- ラワンダ・リンジー（1970年）
- ウェイン・ニュートン（1972年）
- スーザン・モーハン（1974年）
- ヘレン・レディ（1978年）
- ドリー・パートン（1984年）
- 斉藤由貴（1994年）